# 이명선 (아나운서)
이명선(1978년~)은 미디어몹의 '헤딩라인뉴스' 진행자로, 코믹한 뉴스에 대한 특유의 진지한 진행으로 누리꾼 사이에서 화제가 된 바 있다.
2009년 기준으로, 진보신당 인터넷 방송 '칼라TV'의 현장중계 리포터 자원활동을 하고 있다. 이명선 아나운서는 진보신당의 당원은 아니지만, 진보신당의 당 이념에 개인적으로 공감하는 부분이 많아 적극적으로 참여하고 있다고 한다.